# Crassignatha dongnai
Espèce
Crassignatha dongnai est une espèce d'araignées aranéomorphes de la famille des Symphytognathidae.

## Distribution
Cette espèce est endémique de la province de Đồng Nai au Viêt Nam,. Elle se rencontre dans le parc national de Cat Tien.

## Description
La femelle holotype mesure 1,28 mm.

## Étymologie
Son nom d'espèce lui a été donné en référence au lieu de sa découverte, la province de Đồng Nai.

## Publication originale
- Li, Lin & Li, 2020 : « A review of Crassignatha (Araneae, Symphytognathidae). » ZooKeys, no 988, p. 63-128 (texte intégral).